# Jacques Tessier
Jacques Tessier, né le 23 mai 1914 à Paris et mort le 29 décembre 1997 dans cette même ville, est un syndicaliste français.

## Biographie
Fils de Gaston Tessier, secrétaire général, puis président de la CFTC, Jacques grandit dans un milieu très catholique et très militant. Il suit des études dans l'enseignement catholique, qui le mènent au brevet d'enseignement primaire, qu'il obtient en 1930.
Il est alors embauché comme employé de commerce et adhère à la CFTC où il milite. En 1938, il devient permanent syndical, avec la fonction de secrétaire général adjoint de la fédération des employés de la CFTC.
Mobilisé comme officier dès le début de la Seconde Guerre mondiale, il est prisonnier de guerre, en Allemagne, de 1940 à la Libération.
De retour en France, il devient, en 1946, secrétaire général de la fédération des employés CFTC, membre du bureau confédéral, fonctions qu'il cumule jusqu'en 1953 avec celle de secrétaire général de la fédération internationale des syndicats chrétiens d'employés, techniciens, cadres et VRP.
Violemment opposé au courant Reconstruction, il démissionne du bureau confédéral pour protester contre le manque de réaction de la direction face à ce qu'il considère comme un noyautage marxiste. Dans le même temps, il s'engage pour dénoncer l'expérience des prêtres-ouvriers et les orientations marxistes de certains aumôniers de l'Action catholique ouvrière.
Ses positions très tranchées conduisent le courant syndicaliste chrétien, majoritaire, à lui demander d'abandonner la direction de la fédération des employés, ce qu'il fait en 1953. Il quitte dès lors aussi celle de la fédération internationale, qu'il retrouve cependant en 1956.
Il se consacre alors à la bataille interne contre la « déconfessionnalisation », d'abord en animant, avec Maurice Bouladoux, la revue Recherches, puis en créant, avec Marcel Poimboeuf, les Equipes syndicalistes chrétiennes, et rédige quasiment tous les articles de son bulletin. Cette activité se prolonge en 1963, avec la création de l’Association des groupes d’études économiques, sociales et syndicales d’inspiration chrétienne (AGESSIC). Il est alors le responsable du bulletin, appelé Rénovation, de ce courant qui regroupe les plus opposés à la nouvelle direction, incarnée par le secrétaire général Eugène Descamps.
Lors du congrès de 1964, qui voit la CFTC se transformer en CFDT, il fait partie des 300 délégués qui décident de quitter l'organisation et de créer une CFTC « maintenue », dont il devient le secrétaire général, sous la présidence de Joseph Sauty. Si plusieurs militants d'expérience, comme Jean Bornard, Pierre Michon, Madeleine Tribolati ou Maurice Nickmilder, avaient participé à cette scission, qui s'appuyait surtout sur les cadres de la fédération des mineurs et du syndicat des employés de commerce et d'industrie, les moyens matériels sont faibles.
Il s'emploie donc à construire de facto, malgré la fiction d'une confédération « maintenue », ce qui est en fait une nouvelle confédération, et dont il apparaît comme la figure principale. Il bénéficie dans cette période de l'aide financière d'un réseau coordonné par Jules Catoire. Tessier prononce d'ailleurs le discours programmatique de la direction lors du congrès fondateur, en octobre 1965.
Une part importante de son travail consiste à faire reconnaître la représentativité de la CFTC « maintenue ». Dès 1966, directement sur décision de Charles de Gaulle sans doute, celle-ci bénéficie, au même titre que la CGT, FO et la CFDT, de la «présomption irréfragable de représentativité » reconnue par l’État. En 1971, le contention avec la CFDT se solde par un compromis : la CFTC renonce à contester à la CFDT le patrimoine historique, en échange de l'autorisation d'utiliser son sigle sans partage.
À la mort de Joseph Sauty, en juillet 1970, Tessier est élu Président confédéral. Il se consacre alors aussi à renforcer les liens avec l'épiscopat et l'église. Il obtient en 1971 le soutien de Paul VI, qui se renforce encore avec Jean-Paul II.
En 1974, il est élu vice-président du Conseil économique et social, dont il était membre depuis 1969,  et, en 1979, est nommé président de la commission sociale du Plan, fonctions qu'il exerce jusqu'en 1984.
En 1981, il quitte la présidence de la CFTC, et Jean Bornard lui succède.
Il se consacre ensuite principalement aux œuvres chrétiennes : Secours catholique, dont il est administrateur depuis 1958, l'association Évangile et Société, dont il est un des fondateurs en 1975,  Comité catholique des amitiés françaises dans le monde, Œuvre des apprentis.

## Sources
Dictionnaire biographique du mouvement ouvrier, mouvement social, notice de Bruno Béthouart